# Place des Nations-Unies (Liège)
Pour les articles homonymes, voir Place des Nations-Unies.
La place des Nations-Unies est une place liégeoise (Belgique) du quartier des Vennes.

## Situation et description
La place pavée se compose de deux îlots habités séparés par l'avenue du Luxembourg. Devant chaque îlot, se trouve une pelouse bordée d'arbres jouxtant la rue de Paris.

## Historique
La place a été créée au début du XXe siècle lors des importants travaux d'aménagement de la rive droite de la Meuse, pour l'organisation de l'exposition universelle de 1905. La rue se situe entre l'ancien méandre de l'Ourthe appelé Fourchu Fossé (devenu le boulevard Émile de Laveleye) et l'actuel cours de l'Ourthe (quai des Ardennes).

## Architecture
La place possède plusieurs immeubles construits pendant l'Entre-deux-guerres.

## Rues adjacentes
- Rue de Chaudfontaine
- Rue de Londres
- Avenue du Luxembourg
- Rue de Paris
- Avenue Reine Élisabeth
- Rue de Verviers